# U.S. Palestrina 1919
Unione Sportiva Palestrina 1919  là một câu lạc bộ bóng đá Ý, có trụ sở tại Palestrina nhưng chơi ở quận San Basilio của Rome, Lazio.

## Lịch sử

### San Basilio Palestrina
Câu lạc bộ được thành lập vào năm 2012 sau khi có được suất tham dự của câu lạc bộ Serie D US Palestrina 1919, có trụ sở tại Palestrina. Chủ sở hữu của công ty là Augusto Cristofari, cựu chủ tịch của nó, cùng với các doanh nhân La Mã khác.

### Hoa Kỳ Palestin 1919
Vào mùa hè 2013, câu lạc bộ đã đổi tên thành US Palestrina 1919.

## Màu sắc và huy hiệu
Màu của đội là trắng và đỏ.

## Sân vận động
Đội chơi tại Trung tâm thể thao Francesivo Gianni, Rome.